# Cyperus chinsalensis
Cyperus chinsalensis là một loài thực vật có hoa trong họ Cói. Loài này được Podlech mô tả khoa học đầu tiên năm 1961.